# Озерки (Западнодвинский район)
Озерки́ — посёлок сельского типа в Западнодвинском районе Тверской области России.
Другие названия этого населенного пункта: деревня Антохино, 18-й километр.
Расположен примерно в 3 километрах от дороги «Старая Торопа — Ильино». Ближайший населенный пункт — д. Бенцы (примерно 5,5 км). Расстояние до города Западная Двина — 20,9 км, до города Торопца — 42,8 км.
Посёлок Озерки насчитывает 117 жителей (2008 г.). До недавнего прошлого (до 1990-х гг.) население доходило до 850 человек, однако, в связи с исчезновением СССР были свернуты в одночасье программы развития сельских районов. Возможностей для работы не стало, условия проживания перестали быть привлекательными, большая часть населения покинула деревню. Ранее, кроме коренных жителей этих мест, было большое количество осевших здесь трудовых мигрантов из соседних районов. Основным занятием трудоспособного населения было обслуживание деревообрабатывающей промышленности, в основном выращивание строевого леса — сосен. Так же большое количество трудящихся было вовлечено в смежные сферы деревообработки, например сбор смолы. Многие жители трудились на торфяных разработках. Были развиты охотхозяйство, рыбный промысел, бортничество, сбор ягод, грибов в промышленных масштабах. Население держало коров, коз, свиней, домашнюю птицу, излишки частного животноводства сдавались заготовительным и перерабатывающим предприятиям района.
В деревне до середины 1980-х действовал клуб, в котором производился показ кинолент отечественного и зарубежных кинематографов, предлагалась игра на бильярде, в шахматы и т. д., была неплохая библиотека. Многочисленная молодежь посещала организованные в клубе танцы. При клубе были спортивное общество, драмкружки, хор, ансамбль.
В деревне действовала средняя общеобразовательная школа, которую посещали дети жителей, при чём средний класс насчитывал до 15 детей. С середины 1990-х школа стала только начальной, а с 2005 года в школе прекратились занятия из-за отсутствия детей. Немногочисленные дети, родившиеся к 2001—2002 годам теперь ходят на занятия в деревню Бенцы, где ситуация несколько лучше.
Здание столовой, некогда построенной у главной дороги, и в которой питались многочисленные торфоразработчики, заготовители леса, станционные рабочие узкоколейной дороги, по которой происходило сообщение с соседними областями, простояло невостребованным с начала 1990-х годов и летом 2008 года было разобрано на материалы для постройки сгоревшего административного здания лесного хозяйства.
До начала-середины 1990-х в деревне находился стационарный медицинский пункт с постоянным проживанием медицинских работников и возможностью госпитализации. В деревне на регулярной основе происходил медицинский осмотр, была возможность обращаться к врачу и приобретать лекарства. В настоящее время пункт не действует.
Пути узкоколейной дороги, проложенные через деревню ещё до Великой Отечественной войны со стороны поселка Старая Торопа до села Ильино и далее в сторону Смоленской области и хорошо содержавшиеся, разобраны в начале 2000 годов. С тех пор сообщение с деревней Озерки и более дальними деревнями, лежащими в сторону Запада, только автомобильное.
Количество населения поддерживается практически только мигрантами, в основном сезонными: москвичами, петербуржцами, псковитянами, великолукцами.
В деревне действуют два магазина, товар в которые доставляют из больших населенных пунктов.
В настоящее время осталось много покинутых домов, где ранее проживали семьи трудовых мигрантов и их потомков и домов, где проживали коренные жители.
Деревня Озерки расположена между двумя озёрами: Нерето, находящимся вплотную на северо-восток от центра деревни и Заднее, находящемся вплотную на северо-запад от центра деревни. Место представляет интерес для рыбаков, охотников, туристов и дачников в силу своей удаленности от городов и промышленности.
В деревню проложены силовые электропровода на столбах, деревня достаточно давно телефонизирована центральной телефонной сетью города Западная Двина. В настоящее время есть неустойчивое и частичное покрытие сотового телефонного оператора Bee Line.